# Vert-Toulon
Pour les articles homonymes, voir Vert et Toulon.
Ne doit pas être confondu avec Toulon, commune du Var
Vert-Toulon est une commune française située dans le département de la Marne, en région Grand Est.

## Géographie
Cette commune est située à 10 kilomètres au sud de la Côte des Blancs sur la route touristique du Champagne. Elle marque l'extrémité est des Marais de Saint-Gond où s'est déroulée une bataille lors de la Première Guerre mondiale. Le ruisseau Moulin se jette dans le Petit Morin. Le village est dominé par la butte témoin dite de la Montagne de Toulon.
Vert-Toulon est un village principalement agricole mais accueille environ 100 hectares de vignoble.
La commune possède un moulin à eau sur le Petit Morin qui arrose une grande prairie et qui se jette dans les marais de Saint-Gond.

### Communes limitrophes
| Fèrebrianges - Etoges  | Beaunay - Loisy-en-Brie - Givry-lès-Loisy | Étréchy          |
| Coizard-Joches - Congy | Vert-Toulon                               | Val-des-Marais   |
|                        | Bannes                                    | Broussy-le-Grand |

### Hydrographie

#### Réseau hydrographique
La commune est dans la région hydrographique « la Seine de sa source au confluent de l'Oise (exclu) » au sein du bassin Seine-Normandie. Elle est drainée par le Petit Morin, le Moulin, le Boitet, le Grand Marais et le ruisseau de Cubersault,.
Le Petit Morin, d'une longueur de 86 km, prend sa source dans la commune de Val-des-Marais et se jette dans la Marne à La Ferté-sous-Jouarre, après avoir traversé 29 communes.

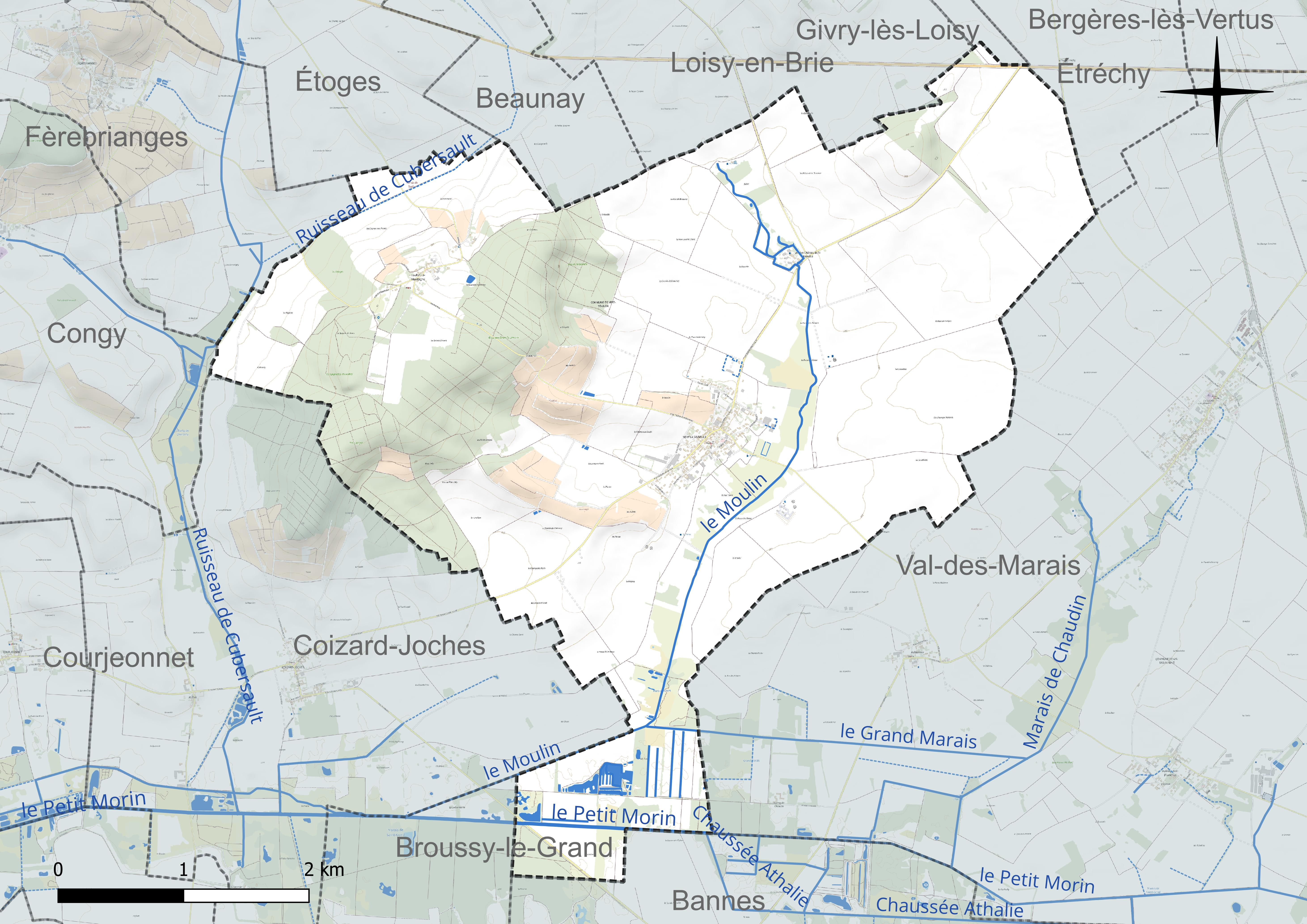
Réseau hydrographique de Vert-Toulon.

Un plan d'eau complète le réseau hydrographique : la Grande Rivière (5,3 ha),.

#### Gestion et qualité des eaux
Le territoire communal est couvert par le schéma d'aménagement et de gestion des eaux (SAGE) « Petit et Grand Morin ». Ce document de planification concerne le territoire des bassins versants du Petit Morin (630 km2) et du Grand Morin (1 185 km2) et se répartit sur trois départements (la Marne, l'Aisne et la Seine-et-Marne). Il a été approuvé le 21 octobre 2016. La structure porteuse de l'élaboration et de la mise en œuvre est le Syndicat mixte d'aménagement et de gestion des eaux (SMAGE) - EPAGE.
La qualité des cours d’eau peut être consultée sur un site dédié géré par les agences de l’eau et l’Agence française pour la biodiversité.

### Climat
Pour des articles plus généraux, voir Climat du Grand Est et Climat de la Marne.
En 2010, le climat de la commune est de type climat océanique dégradé des plaines du Centre et du Nord, selon une étude du Centre national de la recherche scientifique s'appuyant sur une série de données couvrant la période 1971-2000. En 2020, Météo-France publie une typologie des climats de la France métropolitaine dans laquelle la commune est exposée à un climat océanique altéré et est dans la région climatique Nord-est du bassin Parisien, caractérisée par un ensoleillement médiocre, une pluviométrie moyenne régulièrement répartie au cours de l’année et un hiver froid (3 °C).
Pour la période 1971-2000, la température annuelle moyenne est de 10,3 °C, avec une amplitude thermique annuelle de 15,8 °C. Le cumul annuel moyen de précipitations est de 745 mm, avec 11,6 jours de précipitations en janvier et 7,8 jours en juillet. Pour la période 1991-2020, la température moyenne annuelle observée sur la station météorologique de Météo-France la plus proche, « Chouilly », sur la commune de Chouilly à 21 km à vol d'oiseau, est de 11,4 °C et le cumul annuel moyen de précipitations est de 668,9 mm. 
La température maximale relevée sur cette station est de 40,3 °C, atteinte le 25 juillet 2019 ; la température minimale est de −12,3 °C, atteinte le 5 février 2012,,.
Les paramètres climatiques de la commune ont été estimés pour le milieu du siècle (2041-2070) selon différents scénarios d'émission de gaz à effet de serre à partir des nouvelles projections climatiques de référence DRIAS-2020. Ils sont consultables sur un site dédié publié par Météo-France en novembre 2022.

## Urbanisme

### Typologie
Au 1er janvier 2024, Vert-Toulon est catégorisée commune rurale à habitat dispersé, selon la nouvelle grille communale de densité à sept niveaux définie par l'Insee en 2022.
Elle est située hors unité urbaine et hors attraction des villes,.

### Occupation des sols
L'occupation des sols de la commune, telle qu'elle ressort de la base de données européenne d’occupation biophysique des sols Corine Land Cover (CLC), est marquée par l'importance des territoires agricoles (72,8 % en 2018), une proportion identique à celle de 1990 (72,8 %). La répartition détaillée en 2018 est la suivante : terres arables (63,3 %), forêts (16,5 %), zones humides intérieures (8,3 %), zones agricoles hétérogènes (5,8 %), cultures permanentes (3,7 %), zones urbanisées (2,4 %).
L'évolution de l’occupation des sols de la commune et de ses infrastructures peut être observée sur les différentes représentations cartographiques du territoire : la carte de Cassini (XVIIIe siècle), la carte d'état-major (1820-1866) et les cartes ou photos aériennes de l'IGN pour la période actuelle (1950 à aujourd'hui).

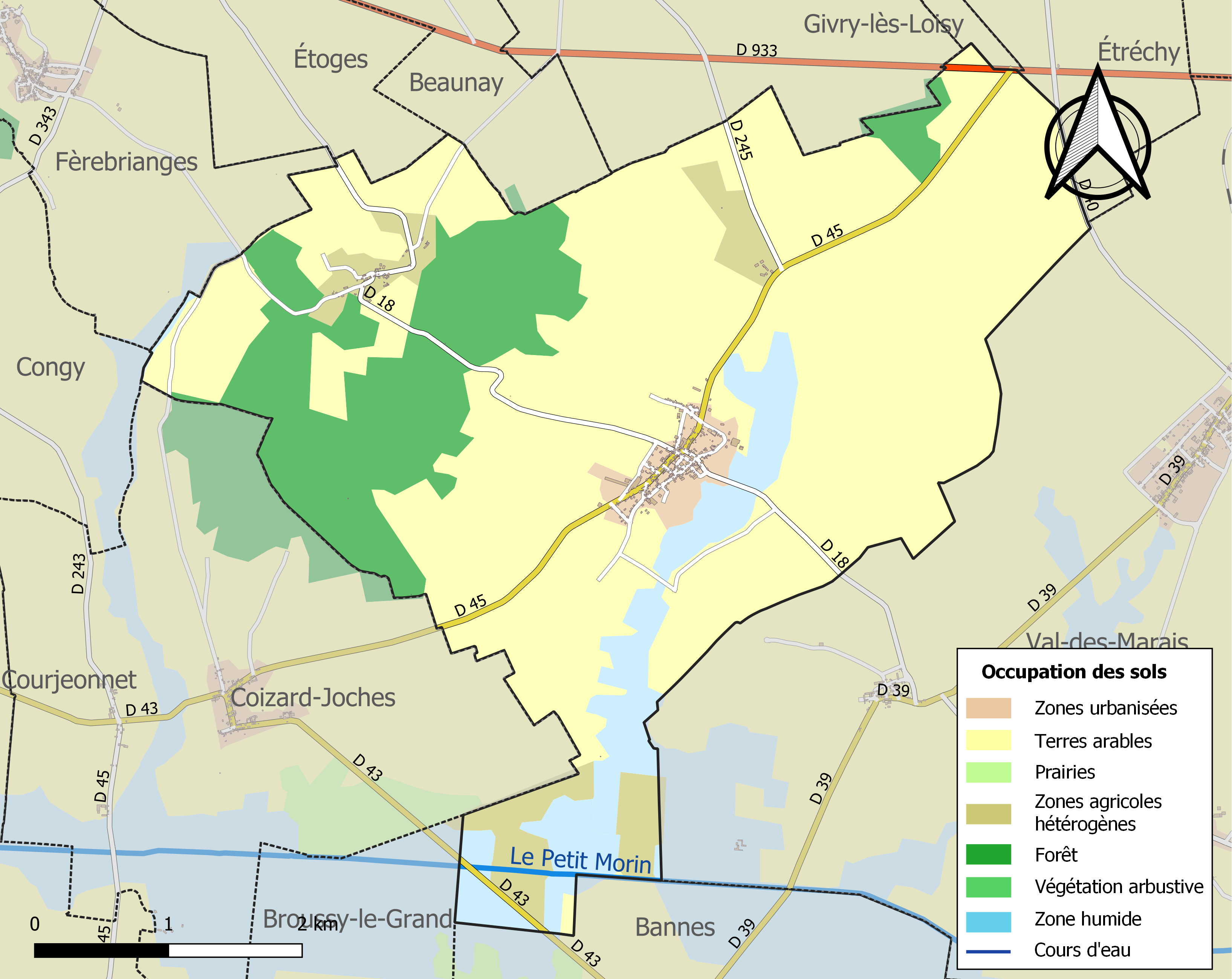
Carte des infrastructures et de l'occupation des sols de la commune en 2018 (CLC).

### Voies de communication et transports
Membre de la communauté d'agglomération Épernay, Coteaux et Plaine de Champagne, Vert-Toulon bénéficie du service de transport à la demande (TAD) du réseau Mouvéo. Elle dispose de deux arrêts (Toulon-la-Montagne et Vert-la-Gravelle) sur la ligne Z à destination d'Épernay et de Vertus, qui propose en 2025 deux allers et deux retours par jour (du lundi au samedi hors jours fériés).

## Toponymie
Vert est attesté sous les formes Villa quæ dicitur Verna, in pago Vertudense (vers 818) ; Vere (commencement du XIIIe siècle) ; Ver lez la Gravelle (1508) ; Vert (1605) ; Verd (1633). Écrit vere ou ver, vert vient du gaulois Vernos signifiant aulnes, arbres qui poussent le long des rivières et des rus. Dès le XIe siècle, verno se prononce ver.[réf. nécessaire]
Toulon est attesté sous les formes Altare de Tolone (1124-1130) ; Tholom (1162) ; Toulon (1175) ; Toullon (1366) ; Thulon (1372) ; Thoullon (1507) ; Thoulon (1509). Mot d'origine gauloise, de  l'oïl tolon « colline, éminence ». Toulon porta provisoirement, au cours de la Révolution française, le nom de Belair en 1793 puis fut appelée Toulon-la-Montagne en 1888.
Le 1er septembre 1973, la commune de Toulon-la-Montagne est rattachée, sous le régime de la fusion-association, à celle de Vert-la-Gravelle qui deviennent Vert-Toulon.

## Histoire

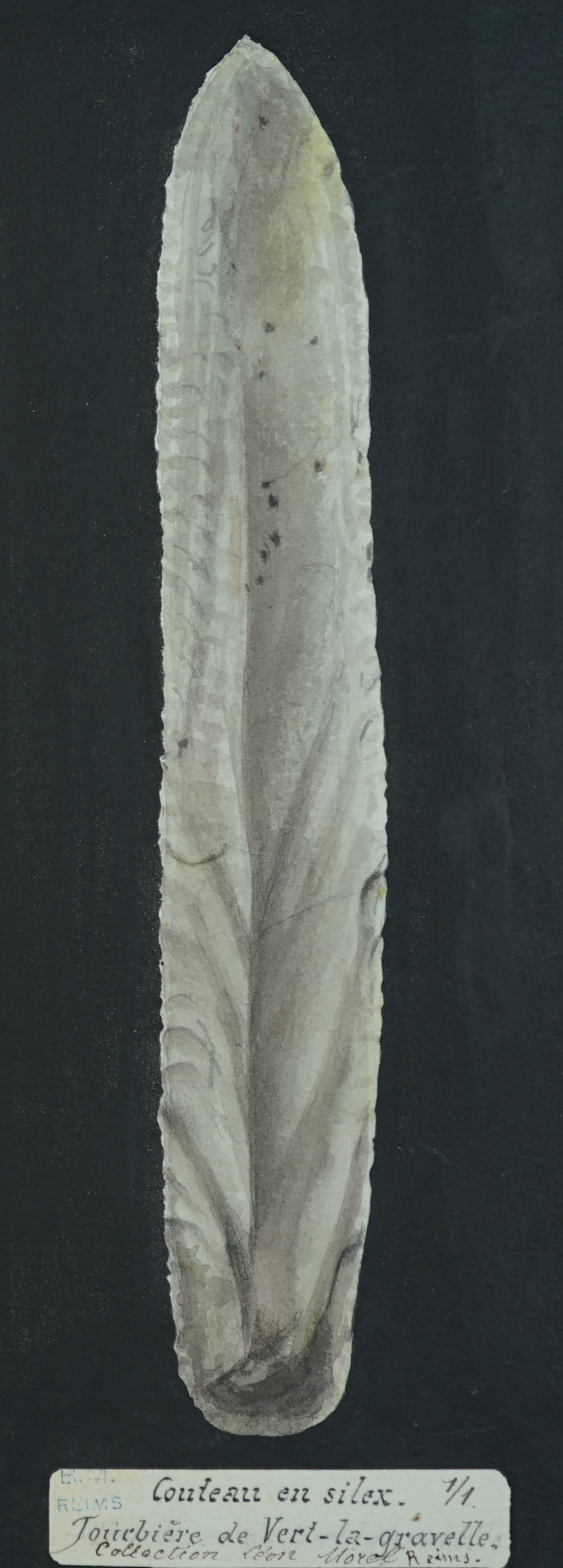
Couteau exposé au Musée Saint-Remi.

Traversée par la voie romaine Meaux-Bibe, des traces d'habitats protohistoriques ont été découvertes aux Godinats, ainsi qu'une nécropole de La Tène avec enclos quadrangulaire et deux autres du bas-empire. Une nécropole a également été trouvée au lieu-dit les Grosses-Pierres, une importante nécropole jogassienne de 150 tombes au lieu-dit les Moulins et une autre vaste nécropole de La Tène à la Ferme de Charmont. Sur le site de Vert-le-Gravelle, au lieu-dit la Crayère, ont été découverts, lors de fouilles archéologiques réalisées entre 2013 et 2020, des fosses, plusieurs puits et de longues tranchées d'extraction du silex datées du Néolithique moyen et du Néolithique récent,. Trois hypogées du Néolithique récent (un quatrième a potentiellement existé mais a été détruit avant le XXe siècle), découverts anciennement par le Baron Joseph de Baye, ont également été retrouvés,,.
La commune est née en 1973 du regroupement de celles de Vert-la-Gravelle et de Toulon-la-Montagne.
Par décret du 29 mars 2017, la commune est détachée le 31 mars 2017 de l'arrondissement de Châlons-en-Champagne pour intégrer l'arrondissement d'Épernay.

## Politique et administration

### Rattachements administratifs et électoraux

#### Rattachements administratifs
La commune se trouve dans l'arrondissement d'Épernay au sein du département de la Marne et de la région Grand Est. Avant le 31 mars 2017, Vert-Toulon appartenait à l'arrondissement de Châlons-en-Champagne.
Elle faisait partie depuis 1793 du canton de Vertus. Dans le cadre du redécoupage cantonal de 2014 en France, cette circonscription administrative territoriale a disparu, et le canton n'est plus qu'une circonscription électorale.

#### Rattachements électoraux
Pour les élections départementales, la commune fait partie depuis 2014 du canton de Vertus-Plaine Champenoise.
Pour l'élection des députés, elle fait partie de la cinquième circonscription de la Marne.

### Intercommunalité
Vert-Toulon était membre de la communauté de communes de la Région de Vertus, un établissement public de coopération intercommunale (EPCI) à fiscalité propre créé en 1994 et auquel la commune avait transféré un certain nombre de ses compétences, dans les conditions déterminées par le Code général des collectivités territoriales.
Dans le cadre des dispositions de la loi portant nouvelle organisation territoriale de la République du 7 août 2015, qui prévoit que les établissements publics de coopération intercommunale (EPCI) à fiscalité propre doivent avoir un minimum de 15 000 habitants, cette intercommunalité a fusionné avec la communauté de communes Épernay Pays de Champagne pour former, le 1er janvier 2017, la communauté d'agglomération Épernay, Coteaux et Plaine de Champagne, dont est désormais membre la commune.
Vert-Toulon est par ailleurs membre d'un EPCI sans fiscalité propre, le SIVU d'études et d'aménagement des Marais de Saint-Gond.

### Liste des maires

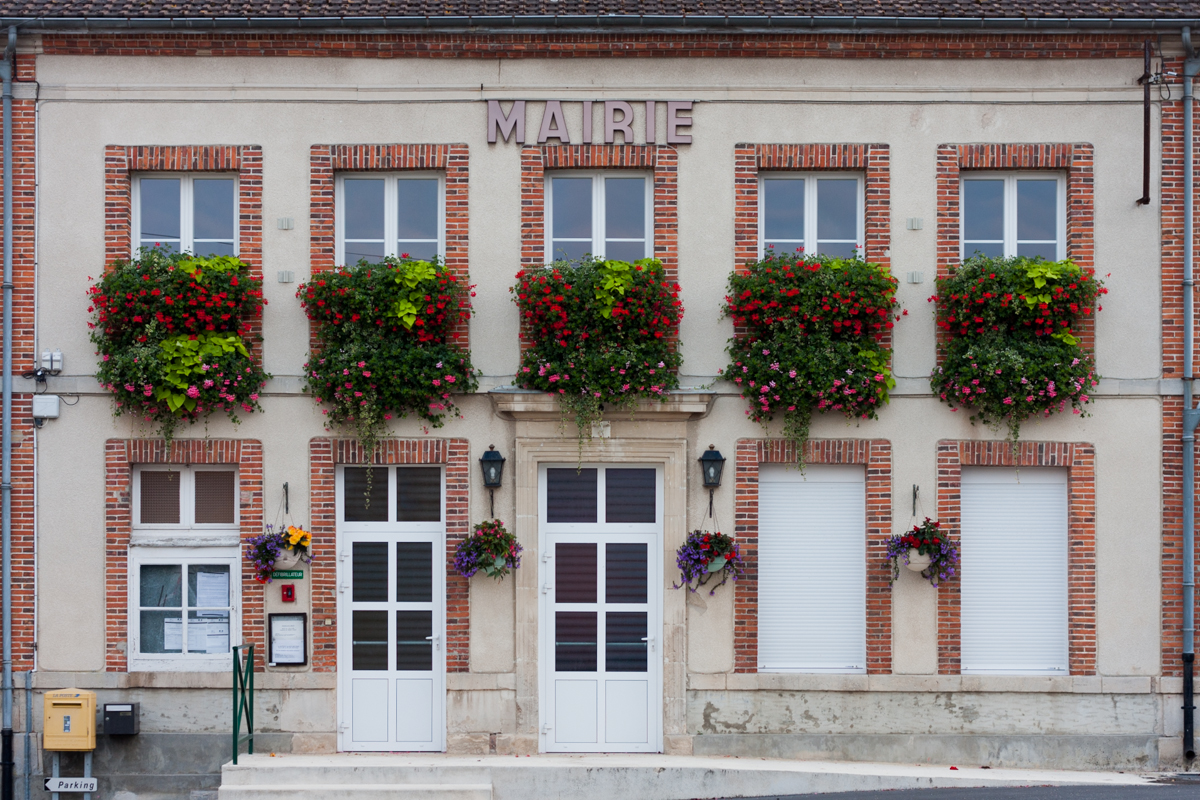
Mairie de Vert-Toulon.

| Période                                  | Période                      | Identité           | Étiquette | Qualité                                               |
| ---------------------------------------- | ---------------------------- | ------------------ | --------- | ----------------------------------------------------- |
| Les données manquantes sont à compléter. |                              |                    |           |                                                       |
| avant 1834                               | ?                            | M. Bornot père     |           | Conseiller d'arrondissement Maire de Vert-la-Gravelle |
| avant 1876                               | après 1877                   | M. Bonnet M. Ploix |           | pour Toulon pour Vert-la-Gravelle                     |
| mars 2001                                | mars 2008                    | Alain Poiret       |           |                                                       |
| mars 2008                                | En cours (au 4 juillet 2014) | Didier Mailliard   |           | Réélu pour le mandat 2014-2020                        |

### Jumelages
Au 1er janvier 2023, Vert-Toulon n'est jumelée avec aucune ville.

## Équipements et services publics

### Eau et déchets
L'approvisionnement en eau potable et l'assainissement des eaux usées sont des compétences de la communauté d'agglomération Épernay Agglo Champagne, gérées par le biais de son service « Régie Eau et Assainissement » depuis le 1er janvier 2022. La commune de Vert-Toulon est alimentée en eau potable par deux captages situés sur son territoire et alimentant 10 communes. Vert-Toulon accueille une station d'épuration. L'assainissement collectif y est assuré en régie par la communauté d'agglomération.
La communauté d'agglomération est également compétente en matière de déchets. La collecte des ordures ménagères résiduelles, des déchets recyclables et des biodéchets est réalisée en porte à porte, par mise à disposition de trois bacs distincts. La communauté d'agglomération adhèrant au syndicat de valorisation des ordures ménagères de la Marne (SYVALOM), ces déchets sont amenés au centre de transfert départemental de Pierry puis valorisés sur le site de La Veuve. La collecte du verre et des textiles se fait en apport volontaire. La communauté d'agglomération met par ailleurs trois déchèteries à disposition de ses habitants : à Magenta, Pierry et Voipreux.

### Enseignement
Vert-Toulon fait partie de l'académie de Reims.
La commune est rattachée au regroupement pédagogique de Val-des-Marais, dont l'école primaire, installée chemin des Hauts, compte 85 élèves (chiffres 2024-2025).
Les enfants de Vert-Toulon sont ensuite rattachés au collège Eustache Deschamps de Blancs-Coteaux et au lycée Stéphane-Hessel d'Épernay.

### Postes et télécommunications
Trois boîtes aux lettres de La Poste se trouvent sur le territoire de la commune : deux rue du Général de Gaulle et une rue du Gué. Les bureaux de poste les plus proches sont les agences postales communales de Val-des-Marais et d'Étoges, à environ 5 km de Vert-Toulon.

### Justice, sécurité et secours
Du point de vue judiciaire, Vert-Toulon relève du conseil de prud'hommes, du tribunal de commerce, du tribunal de proximité, du tribunal judiciaire, du tribunal paritaire des baux ruraux et du tribunal pour enfants de Châlons-en-Champagne, dans le ressort de la cour d'appel de Reims. Pour le contentieux administratif, la commune dépend du tribunal administratif de Châlons-en-Champagne et de la cour administrative d'appel de Nancy.
Vert-Toulon est située en secteur Gendarmerie nationale et dépend de la brigade de Blancs-Coteaux.
En matière d'incendie et de secours, la caserne la plus proche est celle de Vertus, rattachée au Service départemental d'incendie et de secours (SDIS) de la Marne.

## Population et société

### Démographie
L'évolution du nombre d'habitants est connue à travers les recensements de la population effectués dans la commune depuis 1793. Pour les communes de moins de 10 000 habitants, une enquête de recensement portant sur toute la population est réalisée tous les cinq ans, les populations de référence des années intermédiaires étant quant à elles estimées par interpolation ou extrapolation. Pour la commune, le premier recensement exhaustif entrant dans le cadre du nouveau dispositif a été réalisé en 2008.

En 2022, la commune comptait 285 habitants, en évolution de −3,39 % par rapport à 2016 (Marne : −1,19 %, France hors Mayotte : +2,11 %).
| 1793 | 1800 | 1806 | 1821 | 1831 | 1836 | 1841 | 1846 | 1851 |
| ---- | ---- | ---- | ---- | ---- | ---- | ---- | ---- | ---- |
| 330  | 361  | 349  | 362  | 409  | 438  | 459  | 450  | 477  |

| 1856 | 1861 | 1866 | 1872 | 1876 | 1881 | 1886 | 1891 | 1896 |
| ---- | ---- | ---- | ---- | ---- | ---- | ---- | ---- | ---- |
| 423  | 422  | 486  | 459  | 449  | 418  | 428  | 401  | 374  |

| 1901 | 1906 | 1911 | 1921 | 1926 | 1931 | 1936 | 1946 | 1954 |
| ---- | ---- | ---- | ---- | ---- | ---- | ---- | ---- | ---- |
| 370  | 344  | 321  | 276  | 265  | 264  | 258  | 255  | 224  |

| 1962 | 1968 | 1975 | 1982 | 1990 | 1999 | 2006 | 2008 | 2013 |
| ---- | ---- | ---- | ---- | ---- | ---- | ---- | ---- | ---- |
| 226  | 240  | 327  | 344  | 344  | 307  | 303  | 302  | 293  |

| 2018 | 2022 | - | - | - | - | - | - | - |
| ---- | ---- | - | - | - | - | - | - | - |
| 286  | 285  | - | - | - | - | - | - | - |

### Cultes
Pour le culte catholique, Vert-Toulon dépend de la paroisse Saint-Alpin - Le Surmelin, au sein du diocèse de Châlons-en-Champagne.

### Médias
La presse écrite régionale comprend le quotidien L'Union et l'hebdomadaire L'Hebdo du vendredi.
Parmi les stations de radio locales, il est possible de citer Ici Champagne-Ardenne et Champagne FM.

## Économie

### Revenus de la population et fiscalité
En 2021, la commune compte 128 ménages fiscaux, regroupant 284 personnes.
Le revenu disponible par unité de consommation est alors de 24 190 €, supérieur à celui de la communauté d'agglomération d'Épernay (23 370 €), du département de la Marne (22 830 €) et de la France métropolitaine (23 080 €). Pour des raisons de secret statistique, le taux de pauvreté à Vert-Toulon n'est pas communiqué par l'Insee.
En matière de fiscalité locale des particuliers, les taux globaux appliqués à Vert-Toulon en 2024 sont de 39,85 % pour la taxe foncière sur les propriétés bâties (contre 38,33 % à l'échelle départementale), 35,14 % pour la taxe foncière sur les propriétés non bâties (contre 37,65 %), 29,73 % pour la taxe d'habitation sur les résidences secondaires et les logements vacants (contre 24,16 %) et 9,38 % pour la taxe d'enlèvement des ordures ménagères (contre 10,88 %).

### Emploi
Vert-Toulon appartient à la zone d'emploi d'Épernay.
En 2022, le taux d'activité des 15-64 ans est de 83,4 %, supérieur à celui de la communauté d'agglomération (77,9 %), du département (74,6 %) et de la France métropolitaine (75,3 %). Pour cette même catégorie de population, le taux de chômage est de 6,6 % contre 11  % pour la communauté d'agglomération, 11,8 % pour la Marne et 11,3 % pour la France métropolitaine.
En 2022, Vert-Toulon compte 157 emplois, dont 72,4 % de salariés et 27,6 % de non-salariés. Avec 141 actifs y résidant, la commune a alors un indicateur de concentration d'emploi de 110,9. Dans les faits, 36,9 % des actifs résidant à Vert-Toulon y travaillent tandis que 63,1 % travaillent dans une autre commune.

### Entreprises, commerces et agriculture
En 2022, la commune compte 24 établissements économiquement actifs (hors agriculture).
En 2024, la commune compte une boulangerie et deux salons de coiffure.
En 2020, Vert-Toulon compte 63 exploitations agricoles, pour une surface agricole utilisée de 2 112 hectares et 72 emplois à temps plein. Selon l'Agreste, la production agricole de la commune est spécialisée dans la viticulture. Vert-Toulon fait en effet partie des appellations d'origine contrôlée « champagne » et « coteaux-champenois ».

## Lieux et monuments

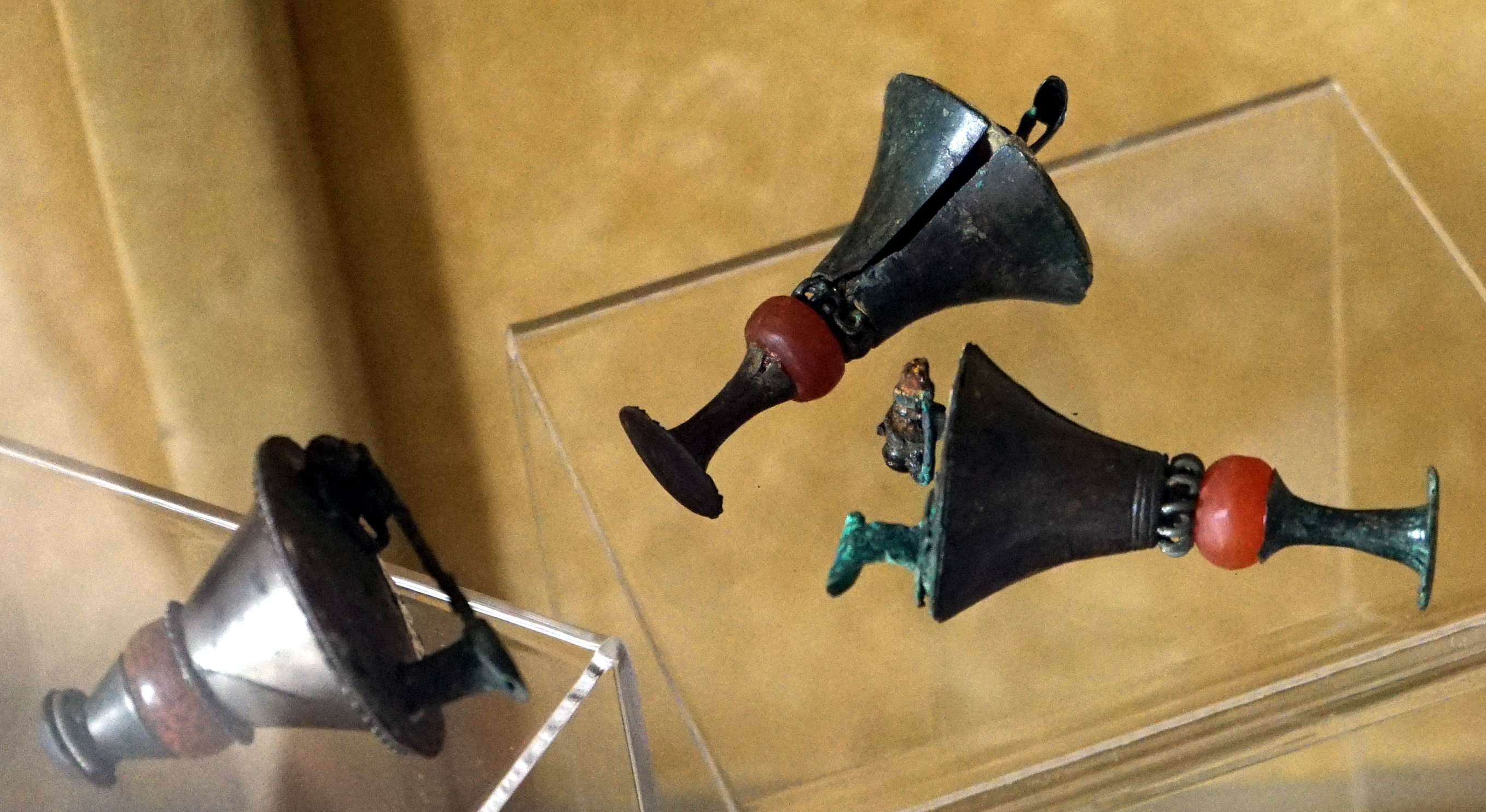
Fibules cuivre et ambre, IVe siècle Musée d'Epernay.

- Nécropole d'hypogées (sépultures collectives excavées) et minière de silex du Néolithique récent (3500-3000 av. J.-C.)
- L'Église Saint-Pierre (Vert-la-Gravelle) classée Monument Historique / Église accueillante : peintures murales des XVe et XVIe siècles. La clé-de-voûte porte le blason du dauphin, fils aîné de François Ier.
- Cimetière du IVe siècle (Vert-la-Gravelle)
- Église Saint-Vincent (Toulon-la-Montagne)
- Ancien château de la Gravelle du XIIIe siècle (appartenant aujourd'hui au domaine privé)
- Lieu-dit la Cabane Dagobert du XIXe siècle
- Chambres d'hôtes
- Aires de service pour camping-cars